# San Isabel National Forest

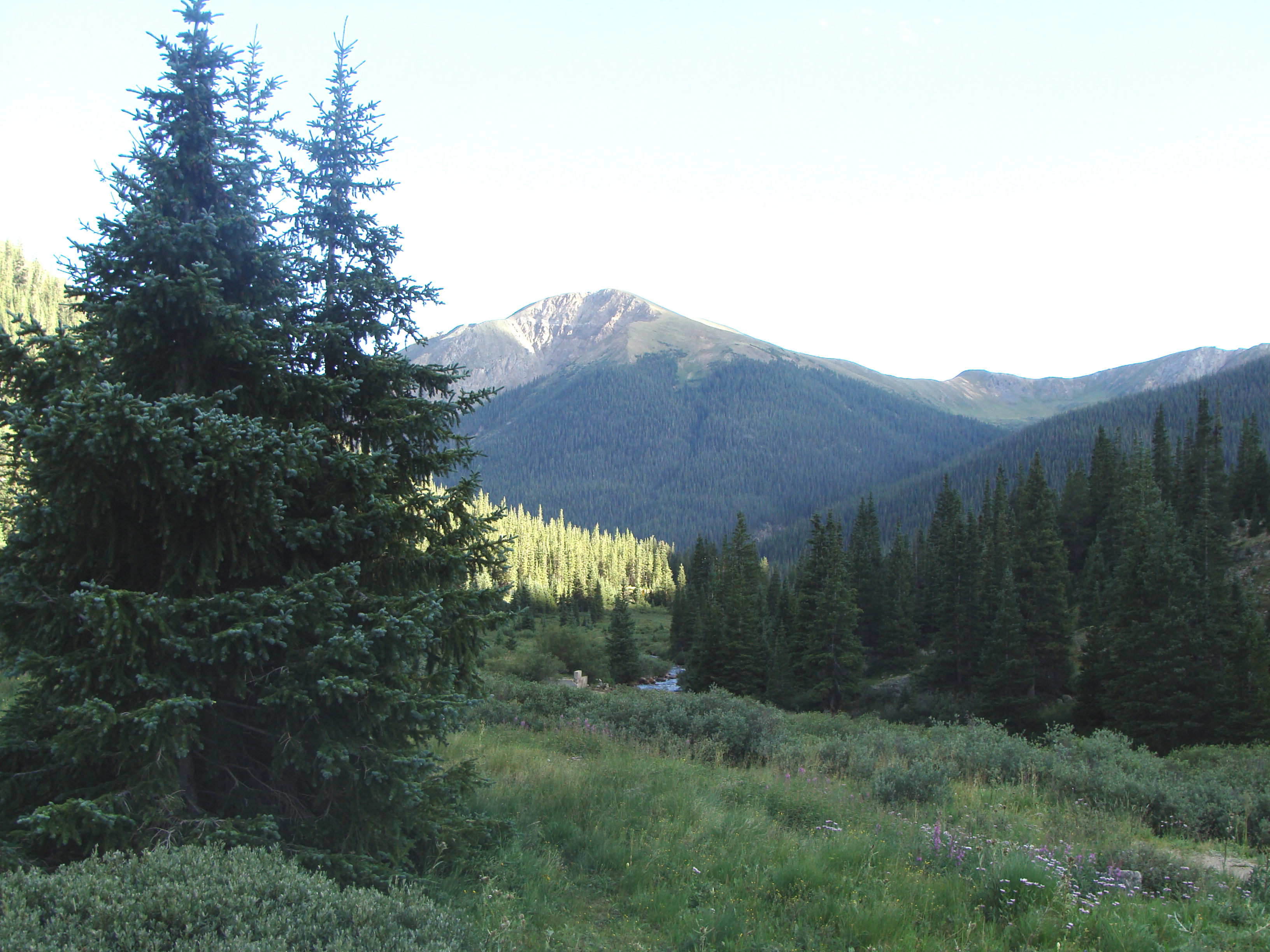
San Isabel National Forest

Der San Isabel National Forest ist ein 4046 km² großer National Forest im zentralen Colorado, Vereinigte Staaten.
Im Wald liegen 19 der 54 Fourteeners von Colorado. Im Wald liegt auch der Mount Elbert, der höchste Berg Colorados mit 4401 m. ü. M. Der Wald teilt sich in zwei Gebirge, die Sawatch Range und die Sangre de Cristo Range. Ebenfalls im San Isabel National Forest liegt das Wildgebiet Collegiate Peaks Wilderness.
An dem den Wald durchquerenden State Highway 165 befindet sich das Bishop Castle.
11.836 Acres vom San Isabel National Forest sind Teil des Browns Canyon National Monuments.